# 拉埃爾米塔 (聖卡洛斯區)
拉埃爾米塔（西班牙語：La Ermita），是巴拿馬的城鎮，位於該國中東部，由西巴拿馬省的聖卡洛斯區負責管轄，面積33.2平方公里，海拔高度105米，2010年人口1,571，人口密度每平方公里47.3人。